# Herentia scopae
Herentia scopae är en mossdjursart som först beskrevs av Canu och Bassler 1928.  Herentia scopae ingår i släktet Herentia och familjen Escharinidae. Inga underarter finns listade i Catalogue of Life.